# Shalala Lala
Shalala Lala è un singolo del gruppo musicale olandese Vengaboys, pubblicato il 21 febbraio 2000 come secondo estratto dall'album The Platinum Album.

## Descrizione
Si tratta di una cover dell'omonimo brano del gruppo musicale danese The Walkers, con una produzione di tipo Eurodance per rispecchiare il classico stile dei Vengaboys.
La canzone è diventata un successo per il gruppo, raggiungendo la prima posizione in Nuova Zelanda e le prime 10 posizioni in vari paesi, tra cui Australia, Germania, Paesi Bassi, Regno Unito e Spagna.

## Tracce
CD Singolo
1. Shalala Lala – 3:33
2. 48 Hours – 4:31

CD Maxi
1. Shalala Lala (Hitradio Mix) – 3:33
2. Shalala Lala (XXL Mix) – 5:40
3. Shalala Lala (Karaoke Version) – 3:30
4. Shalala Lala (Alice Deejay RMX) – 5:50
5. 48 Hours – 4:31

- Extras: Shalala Lala (Video)

12"
1. Shalala Lala (XXL Mix) – 5:16
2. Shalala Lala (Alice Deejay RMX) – 5:52
3. Shalala Lala (Eurobeat Mix) – 6:06
4. Shalala Lala (P.K.G. Production Remix Part 1) – 6:53
5. Shalala Lala (P.K.G. Production Remix Part 2) – 4:12

## Classifiche

### Classifiche settimanali
| Classifica (2000) | Posizione massima |
| ----------------- | ----------------- |
| Australia         | 4                 |
| Austria           | 2                 |
| Belgio (Fiandre)  | 2                 |
| Francia           | 61                |
| Germania          | 3                 |
| Irlanda           | 4                 |
| Norvegia          | 5                 |
| Nuova Zelanda     | 1                 |
| Paesi Bassi       | 2                 |
| Regno Unito       | 5                 |
| Spagna            | 8                 |
| Svezia            | 5                 |
| Svizzera          | 3                 |

### Classifiche di fine anno
| Classifica (2000) | Posizione |
| ----------------- | --------- |
| Australia         | 36        |
| Austria           | 5         |
| Belgio (Fiandre)  | 32        |
| Germania          | 17        |
| Nuova Zelanda     | 8         |
| Paesi Bassi       | 20        |
| Svezia            | 33        |
| Svizzera          | 21        |